# Harley-Davidson

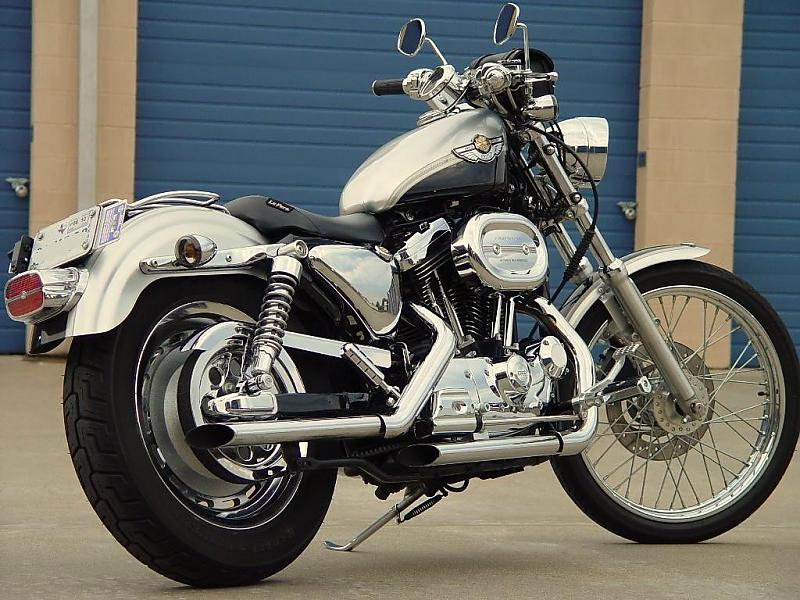
Harley Davidson XL1200

Harley-Davidson (výslovnost [ˌhaːli ˈdeividsn]) je americký výrobce motocyklů, motocyklového příslušenství a poskytovatel finančních služeb. Společnost byla založena v Milwaukee ve státě Wisconsin v průběhu prvního desetiletí 20. století a byla jedním ze dvou velkých amerických výrobců motocyklů, který přežil velkou hospodářskou krizi. Harley-Davidson také přežil období špatné kontroly kvality a konkurence ze strany japonských výrobců.
Motocykly Harley-Davidson jsou vyráběny nepřetržitě od roku 1903 do současnosti. Od roku 1907 byl vyvíjen první prototyp motoru V-Twin s dvěma válci do V. Pohonná jednotka Harley Davidson: motor s dvěma válci v úhlu 45 stupňů má díky asymetrickému střídání válců (315° + 405°) svůj osobitý zvuk. Tyto legendární motocykly jsou někdy spojovány s desperáty a zločineckými gangy, jak je proslavil filmový průmysl. Přesto jsou dnes spíše životním stylem pro mnoho lidí, kterým zaručují jistý pocit svobody či sounáležitosti k této legendě. Někdy přezdívané neohrabané stroje, těžkopádné křižníky silnic jsou neodmyslitelnou ikonou této značky. Není náhodou, že některé motocykly jsou ve výrobním programu přes padesát let. V roce 1957 byl poprvé představen motocykl řady Sportster [ˈspoːtstə(r)], který je v nabídce v několika provedeních nepřetržitě od zavedení do výroby. Od roku 1966 je v produkci továrny Harley-Davidson mohutný model Electra Glide, který vychází z modelu Duo Glide z roku 1958.
V Česku má Harley-Davidson dlouholetou tradici, první pobočku zde založili již v roce 1924. V Praze také působí nejstarší Harley-Davidson klub na světě, založený byl už v roce 1928.